# Николо-Азясь
Николо-Азясь — село Мокшанского района Пензенской области, входит в состав Нечаевского сельсовета.

## География
Расположено в 6 км к северо-западу от села Нечаевка, центра сельсовета, на правом берегу реки Азясь. На севере, преимущественно на левом берегу реки — село Фатуевка. Восточнее, на берегах Мокши недалеко от её истоков — деревня Выглядовка и село Елизаветино. Непосредственно с юга примыкает деревня Доможировка. Юго-западнее, на обоих берегах реки Азясь, в устье небольшого левого притока речки Елшанки, стоит село Успенское. На западе, напротив села, на противоположном берегу реки, ранее располагался ныне не существующий населённый пункт Ивановка. Ещё западнее, дальше от берега — деревня Кера (в балке Аржавец).
Природная зона, в которой находится село — лесостепь. Значительные лесные массивы имеются южнее, между Нечаевкой и Успенским, а также северо-западнее, на левом берегу реки Азясь (Керский лес, поросшее лесом урочище Дубки к юго-востоку от урочища Заповедь — ближайшей к селу Николо-Азясь опушки Керского лесного массива, лес Ближний, лес Малиновый, лес Ежов, лес Рукавцов; произрастает преимущественно дуб). Небольшой лес восточнее села — лес Николо-Азясский. Северо-восточнее — роща в урочище Кругленький Лесок.

## История

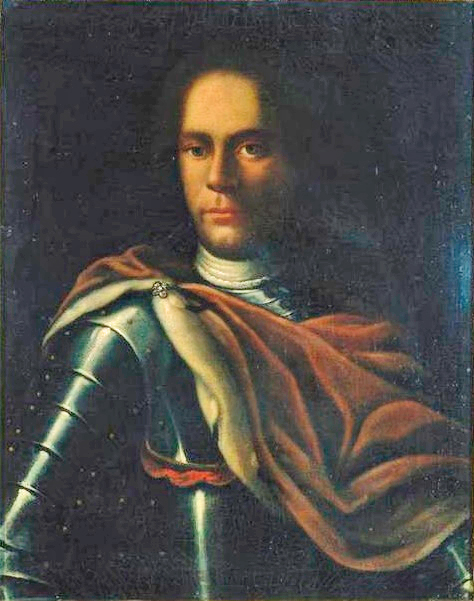
Артемий Петрович Волынский. Георг Гзель, 2-я четверть XVIII века.

Село основано в начале XVIII века, между 1700 и 1720 годами, А. П. Волынским, который впоследствии, во второй половине 1720-х годов, был губернатором Казанской губернии, в которую входили эти земли.

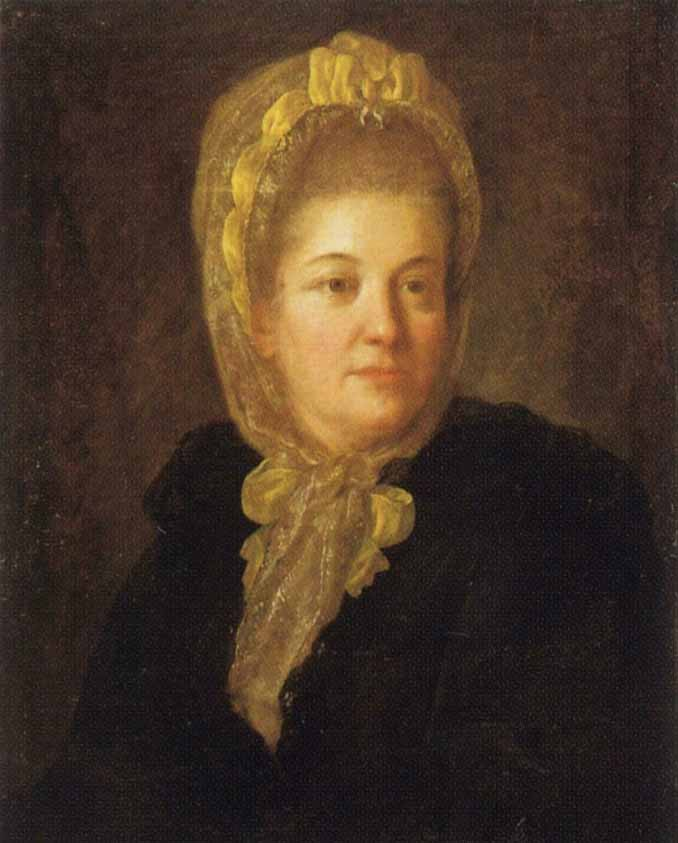
Графиня Мария Артемьевна Воронцова. Художник Ф. С. Рокотов, конец 1760-х годов. Государственный Русский музей.

В 1782 году деревня Азясь характеризовалась следующим образом: в 17 верстах от Мокшана, при больших дорогах Нижний Ломов—Пенза и Чембар—Мокшан; дом господский деревянный, каменный конский двор, 48 крестьянских дворов. Крестьяне находились частью на барщине, частью на оброке, платя по 2 рубля в год с души. Владелицей деревни значилась графиня Мария Артемьевна Воронцова, урождённая Волынская, дочь А. П. Волынского и супруга графа И. И. Воронцова. Всего М. А. Воронцова в окрестностях владела 4237 десятинами земли и тремя деревнями (Азясь, Ивановка — см. выше, Ульяновка).

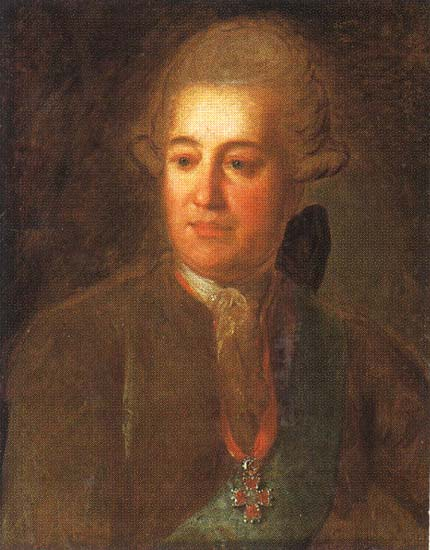
Граф Иван Илларионович Воронцов. Художник Ф. С. Рокотов, конец 1760-х годов.

В 1785 году деревня числится уже за самим графом Иваном Илларионовичем Воронцовым и Татьяной Степановной Бартеневой. В 1799 году в деревне была построена деревянная беспридельная Николаевская церковь.
В 1820-х годах была возведена каменная церковь Николая Чудотворца, стараниями новой владелицы деревни, коллежской советницы Елизаветы Петровны Топорниной. После постройки каменного храма, с 1829 года — село. Входило в состав Мокшанского уезда Пензенской губернии. Перед отменой крепостного права у Е. П. Топорниной в селе Никольском («Азясь тож») и деревне Мокшанские Вершины («Выглядовка тож») было 626 ревизских душ крестьян, 51 ревизская душа дворовых, 232 единицы тягла (барщина), 157 крестьянских дворов на 82 десятинах земли, ещё 1383 десятины пашни и 187 десятин сенокоса — у крестьян, 1819 десятин удобной земли (в том числе 21 десятина леса и кустарника) — у помещицы.
В 1864 году в селе — 68 дворов. В 1877 году, вместе с Доможировкой — 140 дворов, 3 лавки.
В 1910 году в селе Никольский Азясь («Волынщино тож») — одна крестьянская община, 145 дворов, церковь и церковно-приходская школа, водяная мельница, шерсточесалка, овчинное заведение, 3 кузницы, 2 кирпичных сарая, 6 лавок. Село относилось к Успенской волости Мокшанского уезда. В самом селе находилась усадьба Оболенских, в 2 верстах от села — усадьба Новосильцевых.
По состоянию на 1955 год населённый пункт принадлежал к Успенскому сельсовету Нечаевского района Пензенской области, в селе было отделение совхоза имени Лассаля.

## Население
| 1782 | 1864 | 1877 | 1897 | 1910 | 1926 | 1930 |
| ---- | ---- | ---- | ---- | ---- | ---- | ---- |
| 328  | ↗600 | ↗822 | ↘697 | ↗839 | ↗954 | ↗969 |
| 1939 | 1959 | 1979 | 1989 | 1996 | 2002 | 2010 |
| ↘635 | ↘304 | ↘121 | ↘63  | ↘46  | ↘24  | ↘11  |

По данным переписи 2002 года, в селе проживало 24 человека (8 мужчин и 16 женщин), 100 % населения составляли русские. Есть данные, что по состоянию на 1 января 2004 года в селе насчитывалось 26 жителей и 17 хозяйств.
По данным переписи 2010 года, в селе проживало 3 мужчин и 8 женщин, 100 % населения по-прежнему составляли русские.
Демография в XVIII—XX веках
| 1782 | 1864 | 1877 | 1897 | 1910 | 1926 | 1930 | 1939 | 1959 | 1979 | 1989 | 1996 |
| ---- | ---- | ---- | ---- | ---- | ---- | ---- | ---- | ---- | ---- | ---- | ---- |
| 328  | 600  | 822  | 697  | 839  | 954  | 969  | 635  | 304  | 121  | 63   | 46   |

## Улицы
- Центральная[15].

## Достопримечательности
- Храм во имя святого чудотворца Николая, каменный, однопрестольный, с приделом в честь иконы Божией Матери «Всех Скорбящих Радость». Недействующий, в полуразрушенном состоянии. Построен в 1826 или в 1829 году. В клировых ведомостях за 1848 год за храмом значится придел Скорбященской Божией Матери. В конце XIX века церковь обновлялась и достраивалась: в 1888 году удлинена трапезная, где были устроены каменные своды вместо деревянных потолков; в том же году построена новая колокольня по проекту 1886 года; в 1901 году освящён поновлённый иконостас (на иконостас и наружную окраску церкви собирались пожертвования среди прихожан)[8].

## Уроженцы
- Кашенков Василий Иванович (1918—1993) — Герой Советского Союза, отличившийся во время Варшавско-Познанской наступательной операции[16].

## Комментарии
1. ↑  По другим данным — 333 человека.
2. ↑  Вместе с деревней Доможировка.
3. ↑  Оценочные данные.
4. ↑  На карте 1984 года в селе Николо-Азясь было отмечено 56 дворов[5].